# San Marinos Grand Prix 1988
San Marinos Grand Prix 1988 var det andra av 16 lopp ingående i formel 1-VM 1988.

## Resultat
1. Ayrton Senna, McLaren-Honda, 9 poäng
2. Alain Prost, McLaren-Honda, 6
3. Nelson Piquet, Lotus-Honda, 4
4. Thierry Boutsen, Benetton-Ford, 3
5. Gerhard Berger, Ferrari, 2
6. Alessandro Nannini, Benetton-Ford, 1
7. Eddie Cheever, Arrows-Megatron
8. Satoru Nakajima, Lotus-Honda
9. Derek Warwick, Arrows-Megatron
10. Philippe Streiff, AGS-Ford
11. Luis Pérez Sala, Minardi-Ford
12. Yannick Dalmas, Larrousse (Lola-Ford)
13. Riccardo Patrese, Williams-Judd
14. Jonathan Palmer, Tyrrell-Ford
15. Mauricio Gugelmin, March-Judd
16. Adrian Campos, Minardi-Ford
17. Philippe Alliot, Larrousse (Lola-Ford)
18. Michele Alboreto, Ferrari (varv 54, motor)

### Förare som bröt loppet
- Stefano Modena, EuroBrun-Ford (Varv 52, för få varv)
- Julian Bailey, Tyrrell-Ford (48, växellåda)
- Nigel Mansell, Williams-Judd (42, motor)
- Gabriele Tarquini, Coloni-Ford (40, bränslesystem)
- Alex Caffi, BMS Scuderia Italia (Dallara-Ford) (18, växellåda)
- Piercarlo Ghinzani, Zakspeed (16, växellåda)
- Ivan Capelli, March-Judd (2, växellåda)
- Andrea de Cesaris, Rial-Ford (0, upphängning)

### Förare som diskvalificerades
- Nicola Larini, Osella (varv 0)

### Förare som ej kvalificerade sig
- Oscar Larrauri, EuroBrun-Ford
- Stefan "Lill-Lövis" Johansson, Ligier-Judd
- Rene Arnoux, Ligier-Judd
- Bernd Schneider, Zakspeed

## VM-ställning
| Förarmästerskapet 1. Alain Prost, McLaren-Honda, 15 2. Ayrton Senna, McLaren-Honda, 9 3. Nelson Piquet, Lotus-Honda, 8 Gerhard Berger, Ferrari, 8 | Konstruktörsmästerskapet 1. McLaren-Honda, 24 2. Ferrari, 10 3. Lotus-Honda, 9 |